# Medalha Charles A. Whitten
A  Medalha Charles A. Whitten  é uma   recompensa científica  concedida  a cada dois anos pela  União Geofísica Americana.  A distinção é conferida para honrar realizações proeminentes na pesquisa sobre a forma e a dinâmica da Terra e dos planetas.
A medalha foi instituída em 1984 em homenagem ao  geodesista norte-americano Charles Arthur Whitten (1909-1994) pelas importantes contribuições à pesquisa das ciências geodésicas. Na União Geofísica Americana foi presidente da seção de Geodesia de 1964 a 1968 e  secretário-geral de 1968 a 1974. 

## Laureados[1]
- 1985 - Charles A. Whitten
- 1987 - William M. Kaula
- 1989 - James C. Savage
- 1991 - Irwin I. Shapiro
- 1993 - Kurt Lambeck
- 1995 - Donald Turcotte
- 1997 - Gordon Pettengill
- 1999 - Richard I. Walcott
- 2001 - Byron D. Tapley
- 2004 - Wayne Thatcher
- 2006 - John M. Wahr
- 2008 - Charles C. Counselman III
- 2010 - W. R. Peltier
- 2012 - David E. Smith
- 2014 - Paul Segall
- 2016 - Veronique Dehant